# Stemonosudis elegans
Stemonosudis elegans är en fiskart som först beskrevs av Ege, 1933.  Stemonosudis elegans ingår i släktet Stemonosudis och familjen laxtobisfiskar. Inga underarter finns listade i Catalogue of Life.